# Associazione Sportiva Trani 1931-1932
Questa pagina raccoglie i dati riguardanti l'Associazione Sportiva Trani nelle competizioni ufficiali della stagione 1931-1932.

## Rosa
| N. |                   | Ruolo | Calciatore          |
| -- | ----------------- | ----- | ------------------- |
|    | Italia (bandiera) | C     | David Barboni       |
|    | Italia (bandiera) | C     | Bordoni             |
|    | Italia (bandiera) | D     | Giuseppe Capriati   |
|    | Italia (bandiera) | D     | Dino Castellano     |
|    | Italia (bandiera) | D     | Dante Corengia      |
|    | Italia (bandiera) | D     | Vittorio De Vescovi |
|    | Italia (bandiera) | C     | Alfredo Devivi      |

| N. |                   | Ruolo | Calciatore         |
| -- | ----------------- | ----- | ------------------ |
|    | Italia (bandiera) | A     | Arcangelo Di Reda  |
|    | Italia (bandiera) | P     | Galli              |
|    | Italia (bandiera) | A     | Ellero Ghetti      |
|    | Italia (bandiera) | D     | Tommaso Marescotti |
|    | Italia (bandiera) | C     | Luigi Montani      |
|    | Italia (bandiera) | A     | Francesco Rastelli |
|    | Italia (bandiera) | C     | Candiano Rota      |